# Пётр II Ольденбургский
Николаус Фридрих Петер (8 июля 1827, Ольденбург — 13 июня 1900, Растеде, Аммерланд) — великий герцог Ольденбургский.

## Биография
Сын Августа Павла Фридриха Ольденбургского и Иды Ангальт-Бернбург-Шаумбург-Хоймской.
Генерал прусской кавалерии, шеф русского Тарутинского пехотного полка.
После смерти отца стал Великим герцогом Ольденбургским.
В 1853 году уступил прусскому правительству небольшую береговую полосу для постройки военного порта, за что Пруссия обязалась охранять с моря владения великого герцогства. В 1855 году началась там постройка военной гавани, получившей при своем открытии в 1869 году название Вильгельмсгафен.
В 1864 году великий герцог пытался заявить претензии на Шлезвиг-Гольштейн, но в войне 1866 года стоял на стороне пруссаков. 27 сентября 1866 года заключил договор с Пруссией, по которому за один миллион талеров уступил свои права на наследование в этих провинциях.

## Семья
10 февраля 1852 года женился на своей троюродной сестре, Елизавете Паулине Александрине Саксен-Альтенбургской (1826—1896). У них родилось двое сыновей:
- Фридрих Август II Ольденбургский (1852—1931), женился в первый раз на Елизавете Анне Прусской, во второй — на Елизавете Мекленбург-Шверинской.
- Георг Людвиг Ольденбургский (1855—1939), не женат.

## Награды
- Австрийский Орден Святого Стефана большой крест (1858)[3]